# جاجا کوئلیو
جاجا آولینو کوئلیو متولد سال ۱۹۸۶در ایپاتینگا ی برزیل می‌باشد . وی با نام کوتاه جاجا کوئلیو یا به اختصار جاجا شناخته می‌شود. وی بازیکن فوتبال در پست مهاجم می‌باشد .
وی هم‌اکنون عضو باشگاه متالیست خارکیف اوکراین می‌باشد .

## زندگی حرفه ای

### شروع در اروپا و انتقال های قرضی متعدد
جاجا در سال ۲۰۰۴ از تیم فوتبالآمریکا - ام جی به باشگاه فوتبال فاینورد پیوست. اما بدون اینکه بازی در آمستردام انجام دهد فوراً با قرار دادی قرضی به تیم واسترلو در لیگ حرفه‌ای بلژیک ملحق شد.
او پس از یک سال بازی در بلژیک در سال ۲۰۰۶ به تیم فوتبال ختافه اسپانیا پیوست اما پس از انجام تنها دو بازی در نیم فصل اول لالیگا در ابتدای نیم فصل اول به تیم فلامینگو ی برزیل پیوست.
او سپس با اتمام لیگ برزیل در نیم فصل اول به صورت قرضی به مدت ۶ ماه ( یک نیم فصل ) به خنک پیوست .
او سر انجام در سال ۲۰۰۷ به مدت یک سال به تیم واسترلو برگشت و در ۹ بازی برای این تیم ۴ گل به ثمر رساند

### متالست خارکیف اوکراین
جاجا با قراردادی سه و نیم ساله به ارزش ۳.۱ میلیون دلار به تیم فوتبال متالیست خارکیف اوکراین پیوست و در این تیم با زدن ۳ گل در ۶۱ بازی درخشش خوبی داشت.
او در این تیم توانست یک گل خارق العاده از فاصلهٔ 40 متری در رقابت‌های لیگ اروپا به ثمر برساند. او دومین بازیکن خارجی می‌باشد که در لیگ اوکراین به انتخاب روزنامهٔ Komanda جایزهٔ MVP award را تصاحب کرده‌است.

### ترایوزان اسپور
جاجا در سال ۲۰۱۰ به تیم ترابوزان اسپور ترکیه با قراردادی ۲ ساله به ارزش ۴،۸ میلیون دلار به این تیم پیوست.
جاجا اولین گل خود را برای این تیم در پیروزی ۷-۰ مقابل تیم کاسیم پاشا به ثمر رساند . وی در آن بازی دو گل برای تیمش وارد دروازهٔ حریف کرد

### الاهلی دبی
وی پس از 1 سال با قراردادی 3 ساله به تیم فوتبال الاهلی در لیگ امارات پیوست ارزش قرار داد جاجا با تیم الاهلی ۵،۳ میلیون دلار بود.

### اینتر ناسیونال
جاجا پس از انکه نتوانست فرصت چندانی در تیم الاهلی برای بازی بدست آورد با قرار دادی به ارزش ۲،۲ میلیون دلار به تیم اینترناسیونال پیوست و توانست خود فوتبال خود را بار دیگر احیا کند
وی در این تیم ۳۰ بازی انجام داد.

### متالیست خارکیف
جاجا در سال ۲۰۱۲ به تیم متالیست خارکیف بازگشت. قرارداد او با این تیم 3+1 ساله می‌باشد (۱ سال قرضی و قابل تمدید به ۳ سال دائمی)

### کایسریسپور
وی در تاریخ 21 تیرماه سال ۹۲ به تیم فوتبال کایسریسپور ترکیه پیوست .